# Onthophagus cavifrons
Onthophagus cavifrons là một loài bọ cánh cứng trong họ Bọ hung (Scarabaeidae).